# Thiruvananthapuram
Thiruvananthapuram (Malayalam: തിരുവനന്തപുരം), (Tiruʋən̪ɨn̪t̪əpurəm, que vol dir 'Ciutat Sagrada d'Ananta'), també coneguda com a Trivandrum, és la capital de l'estat de Kerala, a l'Índia, i del districte de Thiruvananthapuram. Es troba a la costa oest d'Índia, prop de l'extrem sud del continent. Esmentada pel Mahatma Gandhi com la "ciutat sempre verda de l'Índia", la ciutat es caracteritza pel seu terreny ondulat de turons costaners baixos i pels seus carrerons comercials sempre actius. Amb 744.739 habitants segons el cens de 2001, és la ciutat més gran i més poblada de Kerala; l'aglomeració urbana de Trivandrum té una població de més d'un milió de persones. El 1901, la ciutat tenia 57.882 habitants.

## La ciutat
La ciutat és la capital de l'estat (i abans ho fou del principat de Travancore i de l'estat de Travancore-Cochin) i, per tant, inclou molts edificis governamentals, tant del govern de l'Índia (el govern central) com del govern estatal, organitzacions i empreses. A més de ser el centre polític de Kerala, també és un centre acadèmic important i és la seu de diverses institucions educatives com la Universitat de Kerala, i d'institucions de ciència i tecnologia, les més prominents de les quals són el Centre Espacial Vikram Sarabhai (VSSC), el Tecnoparc de Kerala, l'Institut Indi de Ciència i Tecnologia Espacials de Thiruvananthapuram (IIST) i l'Institut Indi de Ciència, Educació i Recerca de Thiruvananthapuram (IISER). El centre de la ciutat és la fortalesa a uns 3 km de la costa, rodejada d'una muralla, i situada a la part alta de la ciutat. La famosa capella de Sri 
Ananta Padmanabhaswami està situada dins del fort, a la part oriental d'aquest; també dins el fort hi ha el palau del maharajà i d'altres membres de la família reial; a la carretera principal, a 1 km al nord del fort, hi ha el Huzur Kacheri, antiga seu del govern de l'estat, la Cort suprema i altres edificis i alguns col·legis, biblioteca, esglésies, quarters, el Museu Napier amb uns notables jardins públics i l'observatori en què John Caldecott (1837-49) i J. A. Broun, van fer les seves observacions.

## Història
Perumal Cheruman va repartir els seus dominis el segle ix i Trivundram va esdevenir un dels principats, que va existir amb diverses alternatives fins vers el 1740, quan fou ocupat per Marthanda Varma, que va pujar al tron de Thiruvithamkoor (Travancore) el 1729; aquest raja el 1745 va traslladar la capital del seu principat des de Padmanabhapuram (avui al districte de Kanyakumari) a Trivundram. Sota Maharaja Swathi Thirunal i Maharaja Ayilyam Thirunal, la ciutat va arribar a la seva edat d'or amb l'establiment de la primera escola anglesa (1834), l'observatori (1837), l'hospital general (1839), el manicomi, l'Oriental Research Institute & Manuscripts Library i el Col·legi Universitari (1873). El 1949, fou designada capital de l'estat format per la unió de Travancore-Cochin i, el 1956, capital de l'estat de Kerala.

## Turisme
La ciutat és una popular destinació turística. Les plantes, platges i estacions dels turons es troben en tota la ciutat. La ciutat és la capital de Kerala, i fou elegida com una de les 50 destinacions per veure del "National Geographic".
El turisme ha contribuït en gran manera a l'economia de Thiruvananthapuram. Els turistes estrangers solen utilitzar Thiruvananthapuram com un centre per a explorar la indústria del turisme molt promocionat a l'estat de Kerala. Thiruvananthapuram ocupa el primer lloc en el nombre de turistes estrangers que visiten Kerala.
També és una destinació important per a l'anomenat turisme mèdic, ja que hi ha més de cinquanta centres de medicina ayurveda a la ciutat i al seu voltant. Això es deu principalment a la gran popularitat de l'ayurveda en el món occidental. El turisme mèdic ajuda a seguir promovent la recuperació de les instal·lacions disponibles en els balnearis i estacions de la zona.

## Tecnologia de la Informació (IT)
L'economia de la ciutat de Thiruvananthapuram es basa en el sector terciari, amb un 60% de la força de treball que es guanya la vida com a empleats del govern. Els establiments industrials a gran escala són baixos en comparació amb altres capitals dels estats del sud de l'Índia, com Chennai i Bangalore. En l'actualitat, l'economia està creixent amb les aportacions de més professionals en els camps de la tecnologia de la informació i la biotecnologia. La ciutat aporta el 80% de les exportacions de programari des de l'estat. L'obertura de molts canals de televisió privats a l'estat va fer Thiruvananthapuram la llar de diversos estudis i indústries relacionades. El primer i únic parc de tecnologies de la informació (IT) es troba aquí.
El parc conté al voltant de 110 empreses que donen feina a més de 20.500 professionals.
 Amb els plans d'expansió que es completarà el 2008-09, aquesta xifra s'elevarà a prop de 45.000.

## Galeria d'imatges

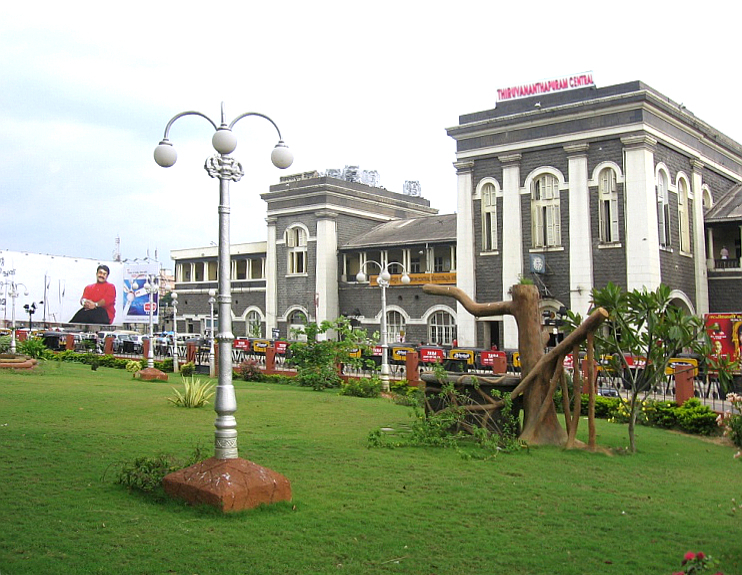
Estació de tren de Thiruvananthapuram (Trivandrum)
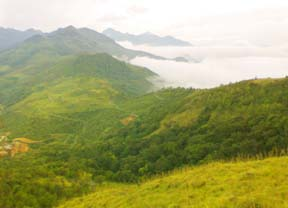
Muntanyes al voltant de la ciutat
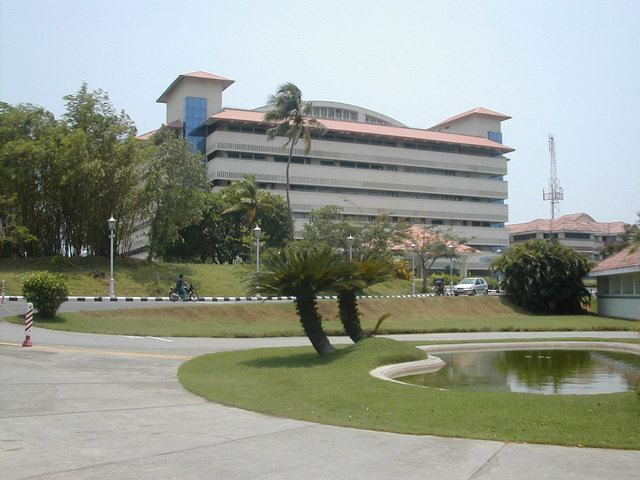
Vista d'un edifici del Tecnopark